# Srednji Petrovići
Srednji Petrovići (en serbe cyrillique : Средњи Петровићи) est un village de Bosnie-Herzégovine. Il est situé dans la municipalité de Krupa na Uni et dans la république serbe de Bosnie. Selon les premiers résultats du recensement bosnien de 2013, il ne compte plus aucun habitant.

## Démographie

### Évolution historique de la population dans la localité
| 1948 | 1953 | 1961 | 1971 | 1981 | 1991 | 2013 |
| ---- | ---- | ---- | ---- | ---- | ---- | ---- |
| 418  | 492  | 494  | 538  | 601  | 536  | 0    |

|  |